# مارس (لاعب كريكت)
مارس (1785 بإنجلترا في المملكة المتحدة - ) (بالإنجليزية: March)‏ هو لاعب كريكت بريطاني. لعب مع نادي مارليبون للكريكت ‏.